# NGC 4750
NGC 4750 في الفهرس العام الجديد، هي مجرة، تقع في كوكبة التنين. اكتشفت في 8 نوفمبر 1798 بواسطة ويليام هيرشل.

## روابط خارجية
- NGC 4750 على موقع ويكي سكاي: DSS2, SDSS, GALEX, IRAS, Hydrogen α, X-Ray, Astrophoto, Sky Map, Articles and images